# 1-es villamos (Debrecen)
A debreceni 1-es jelzésű villamos a Nagyállomás – Egyetem – Nagyállomás útvonalon közlekedik. Debrecen városának legrégebbi villamosvonala. 1911. március 16-án indult meg a közlekedés. Útvonala során érinti a belvárost, a Nagyállomást, a Megyeházát, a Kistemplomot, a Városházát, a Nagytemplomot, a Tanítóképző Főiskolát, az Aquaticumot, a Klinikákat és az Egyetemet.

## Története
Debrecenben 1884. október 4-én indult meg a kötöttpályás közlekedés az Osztrák–Magyar Monarchiában az elsőkként gőzmeghajtású mozdonyokkal, melyeket viszonylag későn, 1911. március 16-án váltott fel villamos ezen a vonalon. Ez a villamos a nagyerdei hurok kivételével gyakorlatilag megegyezik az eredetivel. A nagyerdei fordulót 1927-ben hozták létre, ezzel kialakult a mai útvonal.

## Járművek
A viszonylaton eleinte kéttengelyes motorkocsik pótkocsikkal közlekedtek. Ezen darabokból egy sem maradt fent, de egy eredetileg Budapesten közlekedett L típusú motorkocsi ma is gyarapítja a nosztalgia villamosok sorát, típusa azonos az egykoron itt is közlekedettel.
Az első nagyobb szabású járműparkváltás 1962-ben következett be. Ekkor vásároltak „bengáli” villamosokat, eleinte egyirányú kivitelben. Mivel ezeknek csak a jobb oldalukon volt ajtó, az összes megállót jobboldalperonosként kellett kialakítani.
1969-ben állt forgalomba az első debreceni gyártmányú, kétirányú (6 ajtós) villamos, 481-es pályaszámmal. Ekkor fokozatosan gyártottak kétirányú FVV 1200 típusú villamosokat nemcsak Debrecen, hanem Miskolc és Szeged részére is.
A következő járműparkváltást a KCSV6 villamosok jelentették. Az 500-as prototípust 1993-ban mutatták be a virágkarneválon, és 1994. január 14-én forgalomba is állt. Sorozatgyártmányára azonban még várni kellett, hiszen azok csak 1997-ben kerültek Debrecenbe. Az első sorozatgyártmányú villamos, az 501-es első üzemnapja előtt lerobbant , így az első menetrend szerinti járatot 1997. február 5-én az 502-es villamos teljesítette. A többi sorozatgyártmány fokozatosan, még ebben az évben megérkezett, így velük kiválthatták az egyirányú bengálikat.
A KCSV6 és bengáli villamosok 2014 tavaszáig vegyesen közlekedtek, amíg a 2-es vonalra szánt CAF Urbos 3 villamosok meg nem kapták az 1-es vonalon történő közlekedési engedélyt. A közlekedésükhöz több átalakítást is kellett végezni. Az utolsó menetrend szerint közlekedő bengáli 2014. április 30-án ment egy búcsúkörre.
Jelenleg az alacsonypadlós CAF Urbos 3 és a normálpadlós KCSV6 villamosok vegyesen közlekednek a vonalon.

## Útvonala
| Nagyállomás → Egyetem → Nagyállomás |
| --- |
| Nagyállomás vá. – Piac utca – Kossuth tér – Péterfia utca – Simonyi utca – Pallagi út – Nagyerdei körút – Debreceni Egyetem – Nagyerdei körút – Simonyi út – Péterfia utca – Kossuth tér – Piac utca – Nagyállomás vá. |

## Megállóhelyei
| 0  | Nagyállomás                              | 18 | 2 10, 10A, 10Y, 14, 14I, 16, 18, 18Y, 21, 30, 30A, 30I, 30N, 37, 39, 42, 42A, 43, 44, 46, 46E, 46EY, 46H, 46Y, 47, 47Y, 48, 49, 49A, 49D, 49Y, 146, A1, Airport1 5, 5A Helyközi buszok S506 sebesvonat, gyorsvonat, IC, EC, expresszvonat | Nagyállomás                                                         |
| 1  | Vásáry István utca                       | 15 | 2 14, 42, 42A |                                                                     |
| 3  | Szent Anna utca                          | 14 | 2 14, 42, 42A, A1 | Apolló mozi                                                         |
| 4  | Városháza                                | 13 | 2 3, 3A, 4 14, 19, 25, 25Y, 41, 41Y, 42, 42A, 45, 125, 125Y, A1 | Régi városháza, a közelben: Csokonai Színház                        |
| 6  | Kossuth tér                              | 11 | 2 | Nagytemplom                                                         |
| 8  | Kálvin tér                               | 10 | 2 11, 14I, 15, 15Y, 24, 24Y, 43 | Új városháza, Debrecen Plaza, Tanítóképző főiskola, Közelben: Fórum |
| 10 | Eötvös utca (↓) Honvéd utca (↑)          | 8  | | Medgyessy Ferenc emlékmúzeum                                        |
| 12 | Bem tér                                  | 6  | 21, 23, A1 |                                                                     |
| 13 | Weszprémi utca (↓) Andaházi utca (↑)     | 5  | |                                                                     |
| 14 | Nagyerdei körút (↓) Medgyessy sétány (↑) | 3  | 23Y |                                                                     |
| 16 | Aquaticum                                | ∫  | | Nagyerdei Gyógyfürdő, Nagyerdei Stadion                             |
| 18 | Klinikai Központ Nagyerdei Campus        | ∫  | 10, 10A, 10Y, 12, 13, 22, 24, 51E | Pallagi úti Idősek háza, Klinika, Nagyerdei Stadion                 |
| 20 | Egyetem                                  | 0  | 10, 10A, 10Y, 12, 13, 22, 51E | Az Egyetem főépülete                                                |

## Galéria

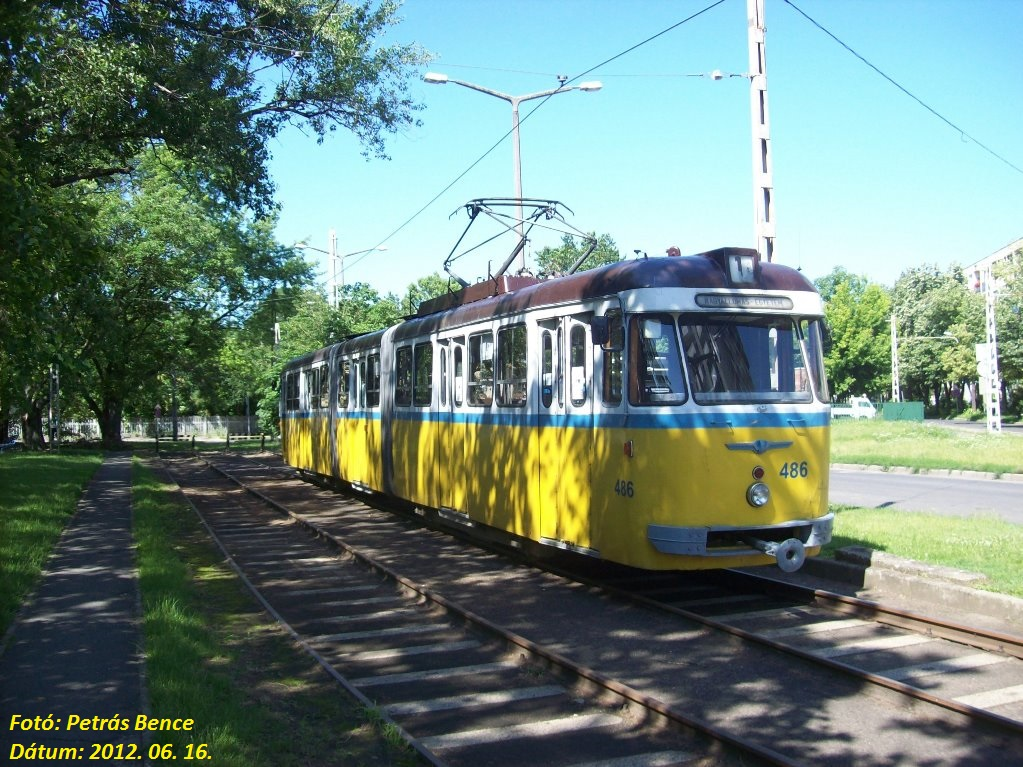
FVV CSM-4 típusú villamos a Nagyállomásnál.
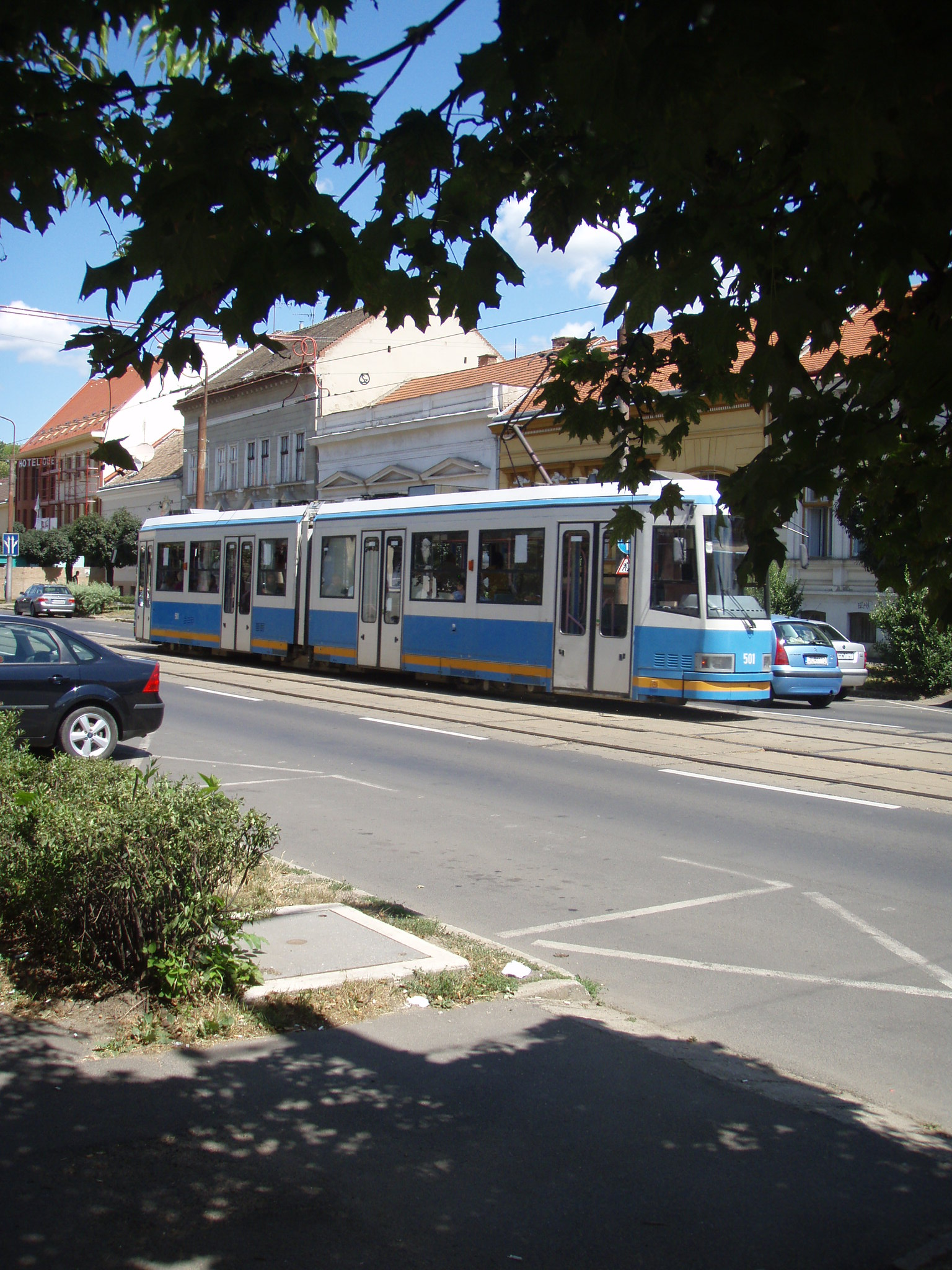
A Péterfia utcán
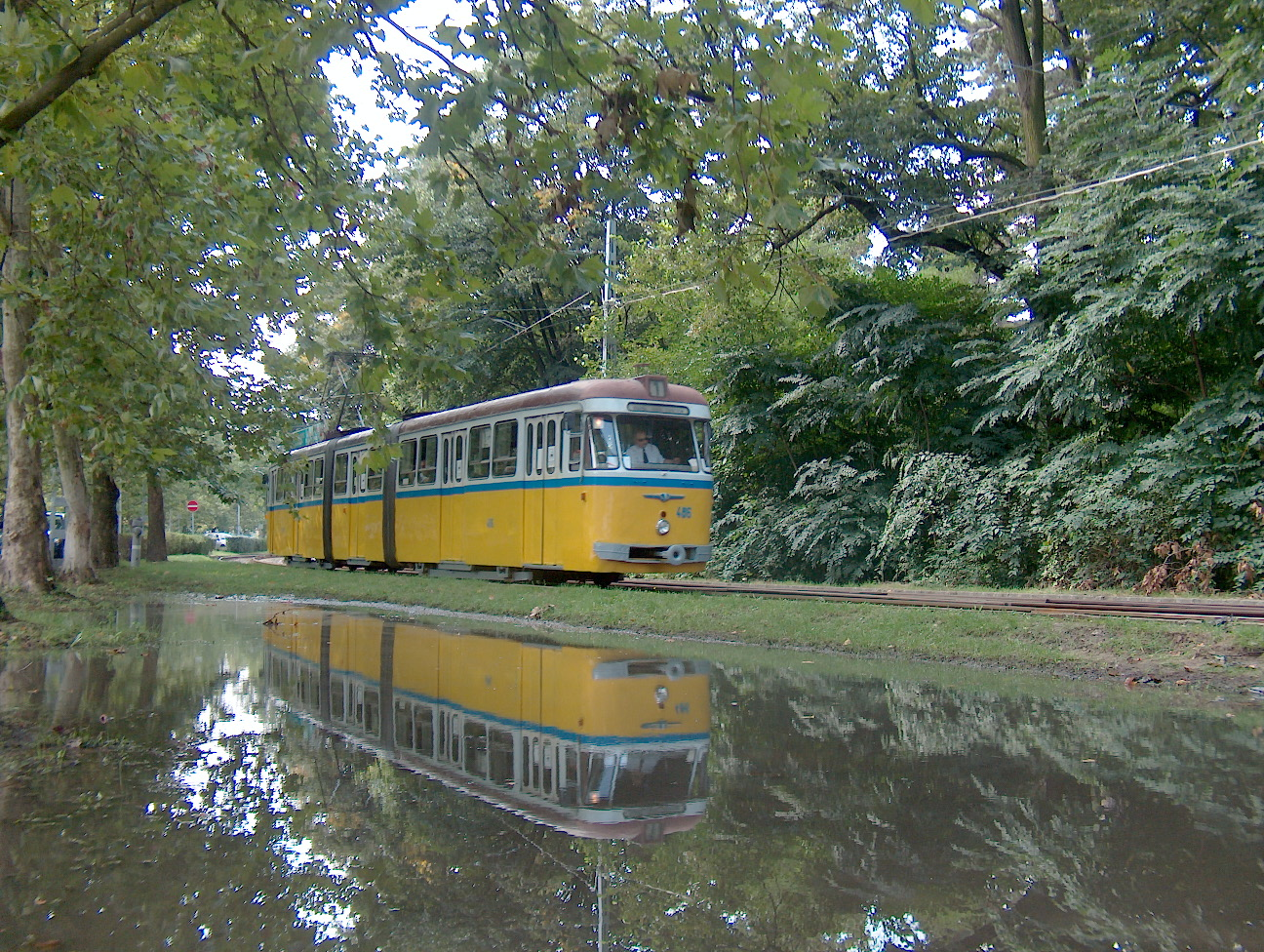
FVV típusú villamos
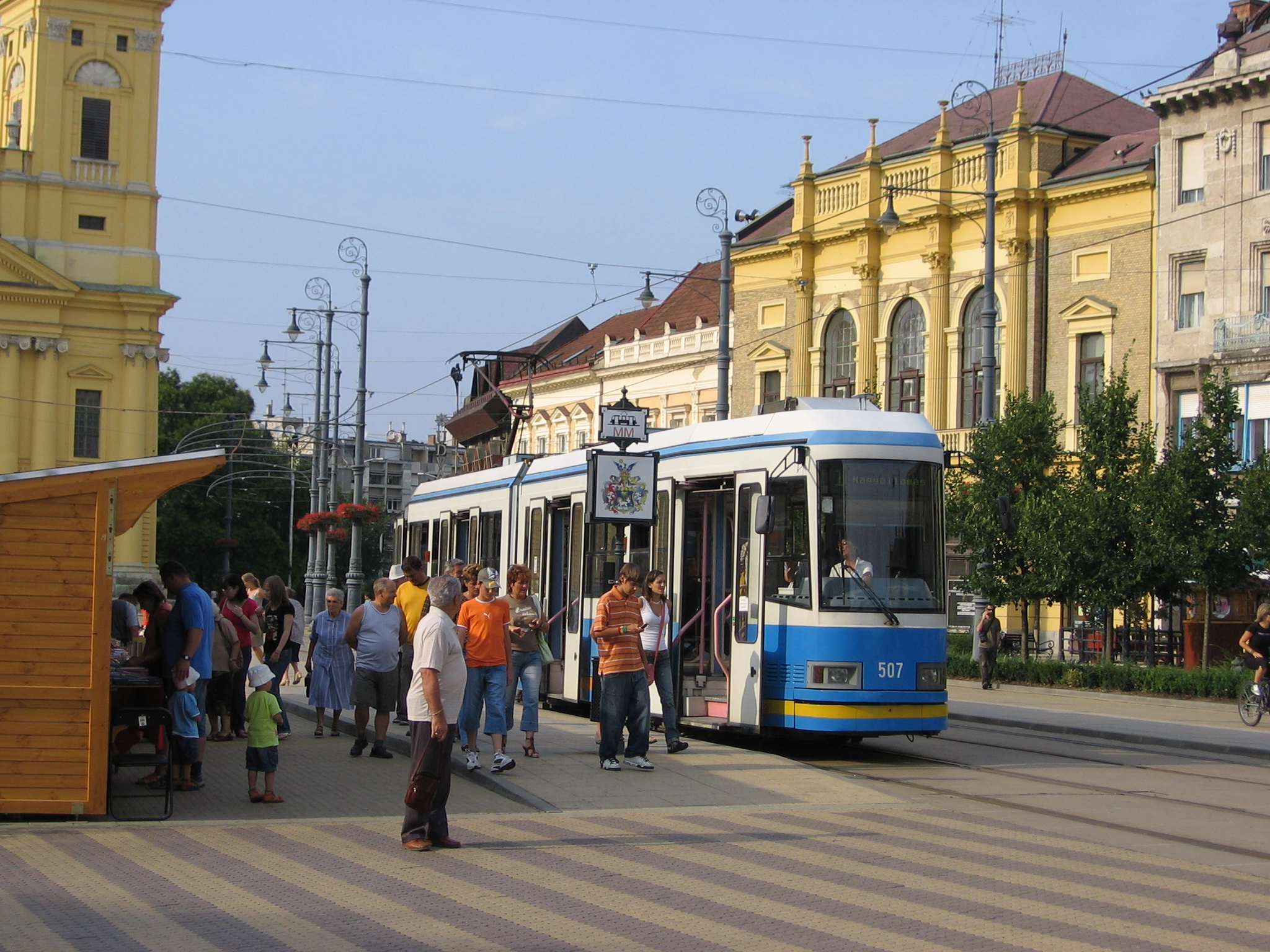
KCSV6 a Kossuth téren
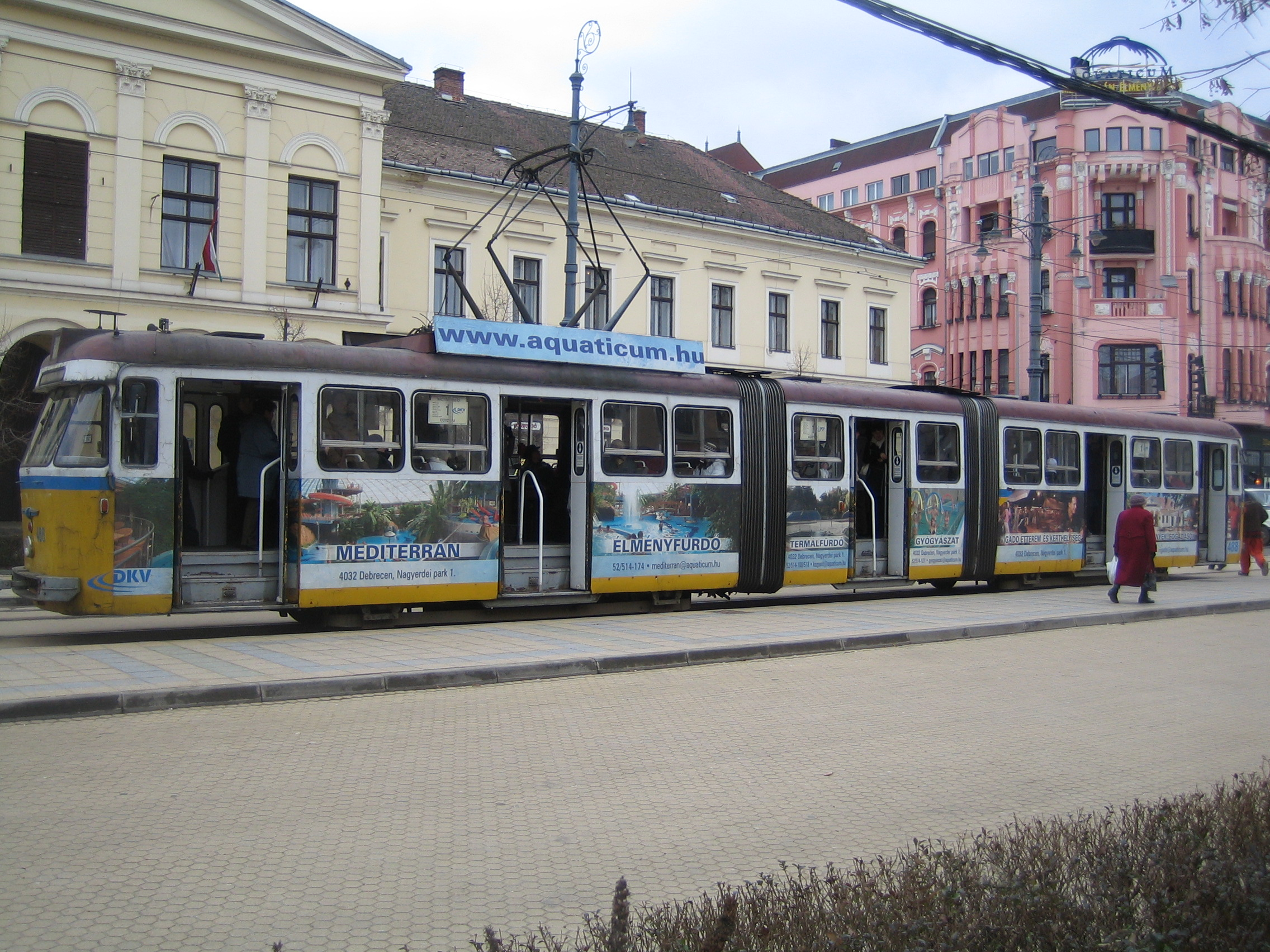
Bengáli a Városházánál
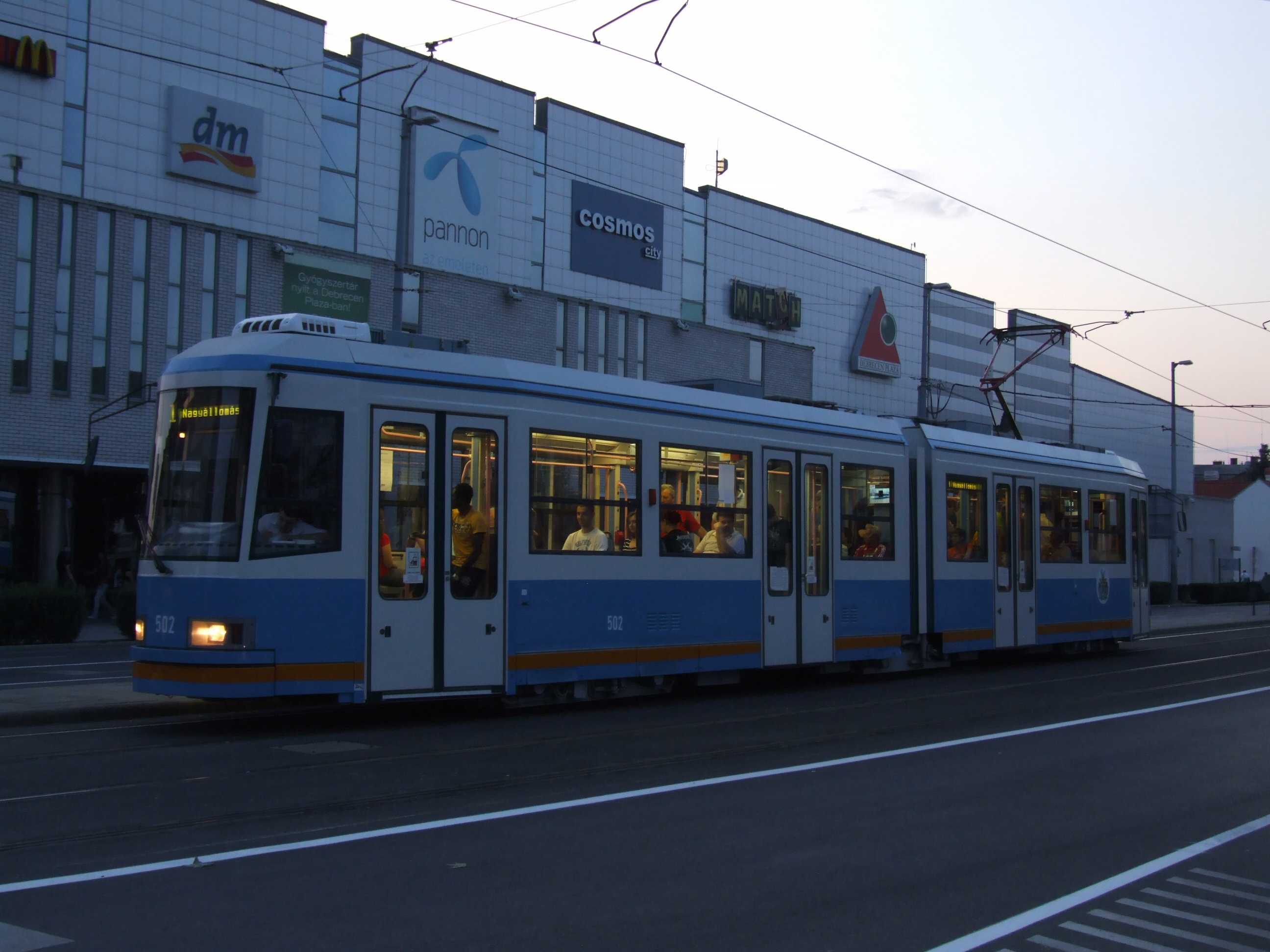
KCSV6. Régen itt volt a Kálvin tér nyugati megálló (ex. Debrecen Plaza)
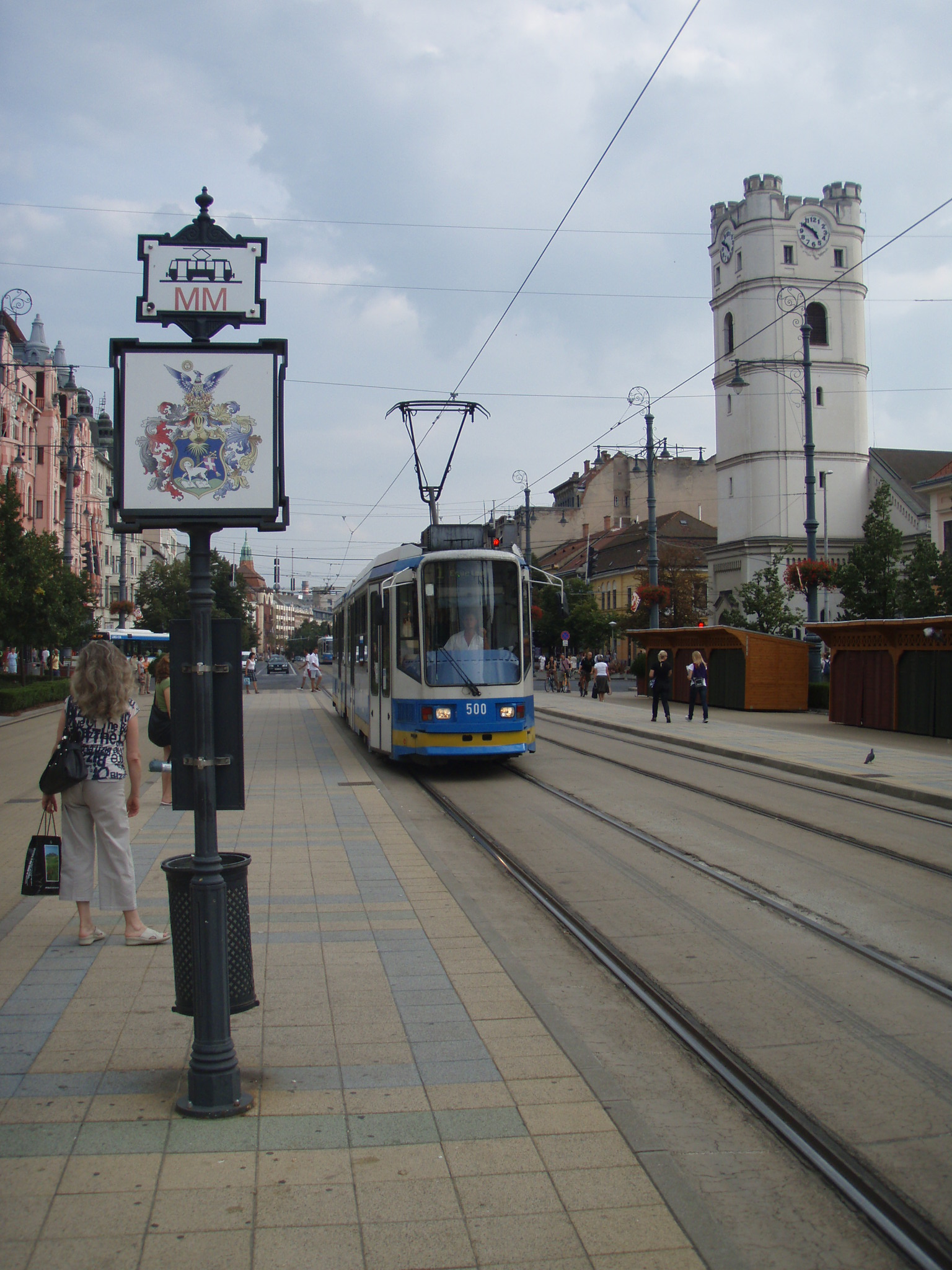
A városházánál a prototípus KCsV